# حسن أقة
حسن أقة (بالفارسية: حسن اقه) هي قرية تقع في قسم غلمكان الريفي (مقاطعة تشناران) في إيران. يقدر عدد سكانها بـ 39 نسمة .